# 緘黙

緘黙（かんもく）とは、口を閉じて何も言わないこと、押し黙ることをいう。無言症とも。

## 概要
学校教育法上は、情緒障害の一つとされる。
狭義には、言語能力を獲得しているにもかかわらず、何らかの心理的要因によって、一時期にあらゆる場面、あるいは特定の場面においてのみ、言葉を発しない状態を指す。教育臨床分野においては、暗黙に狭義の意味で用いられることが多く、場面緘黙、選択性緘黙、などの呼び方をする。